# Paul Schruers
Paul Schruers (* 25. Oktober 1929 in Hasselt, Belgien; † 24. August 2008 ebenda) war zweiter Bischof des Bistums Hasselt.

## Leben
Paul Schruers studierte zunächst Geisteswissenschaften, anschließend Katholische Theologie an den Priesterseminaren in Sint-Truiden und Lüttich. Er empfing die Priesterweihe am 8. Dezember 1954.
An der Universität Löwen studierte er Philosophie und Kunst und wurde in Theologie promoviert. Von 1957 bis 1967 war er Professor für Dogmatik am Priesterseminar in Lüttich. Von 1959 bis 1966 war er zudem Provinzial der Katholieke Studenten Aktie (KSA). 1967 wurde er Generalvikar in Hasselt und war mit der Gründung des Bistums Hasselt beauftragt.
Am 25. April 1970 wurde Schruers von Papst Paul VI. zum Titularbischof von Slebte und zum Weihbischof in Hasselt ernannt. Die Bischofsweihe spendete ihm der Bischof von Hasselt, Jozef-Maria Heusschen, am 31. Mai 1970; Mitkonsekratoren waren Guillaume Marie van Zuylen, Bischof von Lüttich, und Jules Victor Daem, Bischof von Antwerpen.
Am 12. September 1972 wurde Schruers dem amtierenden Bischof von Hasselt, Jozef-Maria Heuschen, als Koadjutor-Bischof zur Seite gestellt. Mit dessen Rücktritt am 15. Dezember 1989 folgte er ihm als Bischof von Hasselt nach.
Seinem altersbedingten Rücktrittsgesuch gab Papst Johannes Paul II. am 25. Oktober 2004 statt.

## Schriften
- Die Freude aus dem Glauben ; Wien: Cura, 1968
- Kleine Glaubensschule für junge Leute. Ein Wegweiser zu einem engagierten christlichen Leben; München: Neue Stadt, 1981, ISBN 3879961298.
- Macht die Liebe stark! Was heißt eigentlich Christ sein in dieser Welt?; Freiburg: Herder, 1983, ISBN 3451080273.
- Freiwerden von Angst. Wege zum inneren Frieden; München: Neue Stadt, 1986, ISBN 3879961778.
- Von Kopf bis Fuß. Biblische Tips für junge Leute; München: Neue Stadt, 1997, ISBN 3879963231.